# Маккаски, Вирджиния Халас
Вирджиния Халас Маккаски (англ. Virginia Halas McCaskey; 5 января 1923, Чикаго, Иллинойс — 6 февраля 2025) — владелец команды НФЛ Чикаго Беарз. Старшая дочь бывшего главного тренера и владельца «Беарз» Джорджа Халаса и Минни Бушинг Халас.

## Биография
Окончила Дрексельский университет по специальности секретарь, намереваясь стать помощником своего отца. Являлась активным членом общества Пи Сигма Гамма, Клуба Ньюмена, Панэленического совета и YWCA.
В 1963 году Джордж Халас передал пост президента «Чикаго Беарз» своему сыну Джорджу Халасу-младшему, который неожиданно умер от сердечного приступа в 1979 году. После смерти отца в 1983 году именно Вирджиния унаследовала команду. В 1999 году президентом команды впервые в её истории стал не выходец из семьи Халас или Маккаски Тэд Филипс, который начал осуществлять оперативное управление командой.
Формальная должность в структуре «Беарз» — секретарь совета директоров, но имея право выступать от лица своих детей и внуков, Вирджиния является фактическим (80 % акций) владельцем команды. По состоянию на 2018 года её состояние оценивалось в 2,4 млрд долл., и состояло только из акций «Чикаго Беарз».
Являлась одной из немногих женщин-владелец спортивных франшиз НФЛ. После смерти владельца Буффало Биллс Ральфа Уилсона в марте 2014 года и владелица «Аризона Кардиналс» Билла Бидвилла в октябре 2019 года стала самым старым владельцем команды НФЛ и любой другой крупной спортивной франшизы в США, а также самым многолетним владельцем команды.

## Личная жизнь
Муж Эд Маккаски ранее был председателем совета директоров и казначеем «Беарз». Вплоть до своей смерти в 2003 году вместе со своей супругой действовал и как совладелец команды, хотя официально не имел акций.
Имела 11 детей и 40 внуков и правнуков. Являлась католичкой.
Скончалась 6 февраля 2025 года в возрасте 102 лет.